# Gumuz jezik
Gumuz jezik (ISO 639-3: guk; ostali nazivi za njega su bega, bega-tse, debatsa, debuga, dehenda, gombo, gumis, gumuzinya, mendeya, “shankilligna”, “shankillinya”, “shanqilla”, sigumza), najvažniji jezik nilsko-saharske porodice iz skupine komuz, kojim govori oko 120 000 ljudi (1994 census) u Etiopiji, i oko 40 000 u Sudanu uz Plavi Nil. Jezično čini istoimenu posebnu podskupinu komuskih jezika, čiji je jedini predstavnik.
Ima brojne dijalekte, u Etiopiji guba, wenbera, sirba, agalo, yaso, mandura, dibate i metemma, i u Sudanu disoha (desua), dakunza (degoja, dukunza, gunza, ganza, dukuna, dugunza), sai, sese (saysay), dekoka, dewiya, kukwaya, gombo, jemhwa i modea.

## Vanjske poveznice
- Ethnologue (14th)
- Ethnologue (15th)